# パッラゴリーオ
パッラゴリーオ（イタリア語: Pallagorio）は、イタリア共和国カラブリア州クロトーネ県にある、人口約1,200人の基礎自治体（コムーネ）。

## 地理

### 位置・広がり

#### 隣接コムーネ
隣接するコムーネは以下の通り。括弧内のCSはコゼンツァ県所属を示す。
- カンパーナ (CS)
- カルフィッツィ
- カザボーナ
- サン・ニコーラ・デッラルト
- ウンブリアーティコ
- ヴェルツィーノ

## 姉妹都市
- カンピ・ビゼンツィオ、イタリア